# Liste der Kulturdenkmäler in Volkesfeld
In der Liste der Kulturdenkmäler in Volkesfeld sind alle Kulturdenkmäler der rheinland-pfälzischen Ortsgemeinde Volkesfeld aufgeführt. Grundlage ist die Denkmalliste des Landes Rheinland-Pfalz (Stand: 27. Oktober 2023).

## Einzeldenkmäler
| Bezeichnung                            | Lage                            | Baujahr         | Beschreibung                                                                                        | Bild                           |
| -------------------------------------- | ------------------------------- | --------------- | --------------------------------------------------------------------------------------------------- | ------------------------------ |
| Katholische Kapelle Zur Geburt Mariens | Kirchstraße 11 Lage             | 1841            | klassizistischer Saalbau, 1841, Architekt Johann Michael Alken, Mayen                               | weitere Bilder Fotos hochladen |
| Kreuze                                 | Kirchstraße, bei Nr. 11 Lage    | 18. Jahrhundert | vor der Kirche zehn Grabkreuze, 18. Jahrhundert; in der Kirchhofsmauer fünf Kreuze, 18. Jahrhundert | BW                             |
| Brunnen                                | Nettestraße Lage                | 1863            | Brunnen, bezeichnet 1863                                                                            | BW                             |
| Wegekreuz                              | Oberdorfstraße, bei Nr. 29 Lage | 1757            | Wegekreuz, bezeichnet 1757                                                                          | BW                             |
| Wegekreuze                             | Seeblick Lage                   | 1699 und 1723   | Wegekreuzfragment, Nischentyp, bezeichnet 1723; Wegekreuz, bezeichnet 1699                          | BW                             |